# Борин, Александр Аркадьевич
Александр Аркадьевич Борин (5 января 1913 — 20 июля 1987) — советский авиаконструктор и художник по дереву.

## Биография
Родился 5 января 1913 года в Киеве.

А. А. Борин (стоит) и О. К. Антонов (сидит) у совместного творения — планёра БА-1 «Тандем»

В 1920-е окончил музыкальную школу при Киевской консерватории. С начала 1930-х работал в области отечественного авиастроения. В 1935 году вместе с Е. П. Гроссманом и С. С. Кричевским решил проблему флаттера (самопроизвольно возникающих вибраций крыла летательного аппарата). В том же году совместно с О. К. Антоновым создал планёр БА-1 «Тандем». В 1937 году женился на студентке Литературного института имени А. М. Горького Ирине Константиновне Антоновой. После начала Великой Отечественной войны в эвакуации с женой в Саратове, работал инженером на 116-м авиационном заводе.
Репрессирован 1 августа 1941 года, впоследствии считал, что арестован по «сигналу» поэта Н. В. Стефановича. Следствие велось по делу кружка любителей словесности, названного «контрреволюционной террористической группой, существовавшей в Москве с 1936 по 1941 год». Военным трибуналом войск НКВД Саратовской области приговорен 22 октября того же года к 10 годам ИТЛ с поражением в правах на 5 лет. Срок отбывал в лагерях под Саратовом, близ Аткарска (1941—1946), в шарашках Москвы (1946) и Таганрога (1946—1951, ЦКБ-29 НКАП НКВД на территории авиазавода им. Димитрова). 1 августа 1951 года освобождён и направлен на поселение в Джезказган.
В 1956 году реабилитирован, затем по приглашению О. К. Антонова выехал на работу в Киев. С 1957 по 1963 работал в ОКБ Антонова руководителем отдела комплектации. С 1963 по 1970-е годы работал в Москве в ЦАГИ как ведущий конструктор по особо сложным объектам самолётостроения. Выполнил ряд теоретических и экспериментальных работ, предложил частный случай решения теоремы Ферма. Также в 1963−1987 годах участвовал в диссидентском движении и оказывал помощь заключённым. В 1966 году женился на Е. М. Плискиной. В 1986 году окончил воспоминания, начатые в 1950-е, также всю жизнь увлекался поэзией и писал стихи. В 1987 году вышел на пенсию.

## Публикации
- Борин А. А. Преступления без наказания : (Воспоминания узника ГУЛАГа). — М., 2000. — 322 с. — Биогр. сведения об авт.: с. 321. — Книга издана на средства вдовы автора Плискиной Е. М.[4]
- Автор статей в трудах ЦАГИ, Казанского и Киевского авиационного институтов, в международных математических журналах.